# Tom (Ob)
Tom (ruski: Томь, u gornjem toku Правая Томь, šorski: Том) rijeka je u Rusiji. Teče kroz Hakasiju, Kemerovsku i Tomsku oblast. Duljina iznosi 827 km, a površina porječja 62.000 km2. Izvire na zapadnoj padini Abakanskog gorja.ž

## Opis
Tom je u svom gornjem toku planinska rijeka, dok u donjem toku prvo teče kroz dijelove Kuznjecki ugljenog bazena, a zatim kroz Zapadnosibirsku nizinu (maksimalna širina naplavne ravni iznosi 3 km, korito ima mnogo puknuća). MIješanog je režima u kojem prevladava snijeg. Prosječni istjek 580 km od ušća iznosi 650 m3/sek, a maksimalni istjek 3930 m3/s. Zamrzava u razdoblju od listopada do ranog prosinca, a odmrzava se u razdoblju od druge polovice travnja do prve polovice svibnja. Plovna je.

## Pritoke
Najznačajnije pritoke su:
- Lijeve: Mrassu, Kondoma i Unjga
- Desne: Usa, Verhnjaja, Srednjaja Ters, Nižinjaja Ters i Tajdon

## Vanjske poveznice
- Томь, Enciklopedijski rječnik Brockhausa i Efrona
- Томь (река, приток Оби), Velika sovjetska enciklopedija
- ТОМЬ  Arhivirana inačica izvorne stranice od 26. siječnja 2021. (Wayback Machine), Velika ruska enciklopedija